# Ventrosa
Ventrosa es un municipio perteneciente a las 7 Villas, enclavado en la comarca del Alto Najerilla de la comunidad autónoma de La Rioja (España) situado en la sierra, en la cuenca del río Najerilla.

## Historia
En el año 927 aparece Ventrosa, con la denominación de "Bendosa" , en falso el Voto de Fernán González, asociada a Canales de la Sierra. 
En 1366 fue incluida entre las localidades del Señorío de Cameros, que sería cedido por Enrique II de Trastámara a Juan Ramírez de Arellano por su apoyo en la lucha contra Pedro I el Cruel.

## Geografía humana

### Demografía
Cuenta con una población de 51 habitantes (INE 2024).
| Gráfica de evolución demográfica de Ventrosa entre 1842 y 2021                                                        |
| |
| Población de derecho según los censos de población del INE. Población de hecho según los censos de población del INE. |

## Administración
| Periodo   | Nombre                 | Partido |
| --------- | ---------------------- | ------- |
| 1979-1983 | Vicente Parmo Sáinz    | CD      |
| 1983-1987 | Vicente Parmo Sáinz    | AP      |
| 1987-1991 | Vicente Parmo Sáinz    | AP      |
| 1991-1995 | Vicente Parmo Sáinz    | PP      |
| 1995-1999 | Vicente Parmo Sáinz    | PP      |
| 1999-2003 | Vicente Parmo Sáinz    | PP      |
| 2003-2007 | Vicente Parmo Sáinz    | PP      |
| 2007-2011 | Primo de Pablo Esteban | PP      |
| 2011-2015 | Primo de Pablo Esteban | PP      |
| 2015-2019 | Carlos Fernández Rueda | PP      |
| 2019-2023 | Carlos Fernández Rueda | PP      |
| 2023-act. | Domingo Blanco Parmo   | PP      |

## Personas destacadas
Hijo ilustre de la villa fue don Pedro Sáenz Gil, distinguido militar del siglo XIX, asistente del general Prim, que destacó por su valerosa actuación en la campaña de África de 1860, especialmente en la conquista de Tetuán y en la batalla de Castillejos.